# Jürgen Clausen (Schauspieler)
Jürgen Clausen (* 6. August 1943; † Dezember 1987 in München) war ein deutscher Schauspieler, Synchronsprecher, Synchronregisseur-und-Autor.

## Leben und Karriere
Jürgen Clausen war bereits als Jugendlicher in einigen Fernsehrollen zu sehen. 1966 hatte er eine Nebenrolle in der Friedrich-Dürrenmatt-Verfilmung Grieche sucht Griechin an der Seite von Heinz Rühmann. Nachdem er Mitte der 1960er-Jahre erstmals als Synchronsprecher tätig wurde, verlegte er sich immer mehr auf diese Tätigkeit. 
Clausen war bei einigen Filmen wie Die Verdammten, Das Bildnis des Dorian Gray und Ludwig II. die Synchronstimme von Helmut Berger, da dieser seine internationalen Filmauftritte wegen seines österreichischen Akzentes nicht selbst synchronisierte. Daneben lieh er unter anderem Timothy Bottoms in Die letzte Vorstellung (1971), Al Pacino in Asphalt-Blüten (1973), Jean-Pierre Léaud in Die amerikanische Nacht (1973), Sylvester Stallone in Frankensteins Todesrennen (1975) und Paul Simon in Der Stadtneurotiker (1977) seine Stimme. Meist wurde Clausen in den 1960er- und 1970er-Jahren in dynamischen und jugendlichen Synchronrollen besetzt, als „die jugendlichen Rollen die Leinwand dominierten und in der statt des geschliffenen Bühnen-Hochdeutsch natürlicher, jungenhafter Jargon gefragt war.“ Im Fernsehen sprach er unter anderem James Stacy als Johnny Lancer in der Fernsehserie Lancer, David Carradine in seiner Hauptrolle als Kwai Caine in Kung Fu sowie Parker Stevenson als Joel McCarty in Falcon Crest.
Ab Ende der 1970er-Jahre übernahm Clausen weniger Synchronrollen, stattdessen führte er Synchronregie und schrieb Dialogbücher. In diesen Funktionen war er für die Synchronisationen bekannter Filme wie Blutgericht in Texas, Ein Offizier und Gentleman und Die Glücksritter verantwortlich. Clausen gilt als Entdecker des Synchronsprechers Randolf Kronberg.
Jürgen Clausen starb im Dezember 1987 mit 44 Jahren nach einem häuslichen Unfall.

## Filmografie
- 1960: Ein Weihnachtslied in Prosa oder Eine Geistergeschichte zum Christfest (Fernsehfilm)
- 1961: Unternehmen Kummerkasten (Fernsehserie, 6 Folgen)
- 1965: Alarm in den Bergen (Fernsehserie, 1 Folge)
- 1965/1970: Das Kriminalmuseum (Fernsehserie, 2 Folgen)
- 1966: Betty Blue (Fernsehfilm)
- 1966: Grieche sucht Griechin
- 1969: Der Kommissar (Fernsehserie, Staffel 1; Folge 13: Die Waggonspringer)